# Tournoi de tennis du Japon
Pour les articles homonymes, voir Open du Japon.
Ne pas confondre avec les autres tournois de tennis : Tournoi de tennis de Tokyo (dames), Classic du Japon (dames), Internationaux du Japon (dames), Tournoi de Tokyo Indoor (messieurs), Tokyo Cup (mixte)
Le tournoi du Japon est un tournoi professionnel de tennis féminin (WTA Tour) et masculin (ATP Tour) organisé depuis 1973.
Après une première édition inaugurale en 1972, le tournoi masculin fait partie du Grand Prix Tennis Circuit de 1973 à 1989 et intègre l'ATP Tour en 1990. Il est aujourd'hui classé dans la catégorie intermédiaire ATP 500, ce qui lui permet d'attirer plusieurs joueurs membres du top 10 mondial. Il se joue dans l'Ariake Coliseum de Tokyo. S'il s'est joué sur terre battue de 1975 à 1982, il est maintenant disputé sur une surface dure plutôt rapide.
De 1978 jusqu'en 1995, s'est aussi tenu le tournoi de Tokyo Indoor, en octobre sur moquette indoor et la Tokyo Suntory Cup également sur moquette indoor mais en avril (1978-1986).
Le tournoi féminin est quant à lui organisé presque conjointement au tournoi masculin. Il est classifié parmi les tournois WTA International et trouve ainsi concurrence avec le Pan Pacific Open qui se déroule à Tokyo. Lorsque ce dernier a été promu en catégorie WTA Premier 5, le tournoi du Japon s'est délocalisé à Osaka ; le Pan Pacific Open est aujourd'hui un tournoi WTA Premier et les deux tournois se déroulent désormais dans la capitale japonaise. Avec quatre succès (dont trois consécutifs de 1992 à 1994), Kimiko Date détient le record de victoires en simple.

## Palmarès dames

### Simple
| No | Date       | Nom et lieu du tournoi                               | Catégorie                                            | Dotation                                             | Surface                                              | Vainqueure                                           | Finaliste                                            | Score                                                |                                                      |
| -- | ---------- | ---------------------------------------------------- | ---------------------------------------------------- | ---------------------------------------------------- | ---------------------------------------------------- | ---------------------------------------------------- | ---------------------------------------------------- | ---------------------------------------------------- | ---------------------------------------------------- |
| 1  | 05-10-1973 | Japan Open, Osaka & Tokyo                            |                                                      | NC                                                   | NC                                                   | Evonne Goolagong                                     | Helga Masthoff                                       | 7-6, 6-3                                             | Tableau                                              |
| 2  | 07-10-1974 | Japan Open, Tokyo                                    |                                                      | NC                                                   | Moquette (int.)                                      | Maria Bueno                                          | Katja Ebbinghaus                                     | 3-6, 6-4, 6-3                                        |                                                      |
| 3  | 03-11-1975 | Japan Open, Tokyo                                    |                                                      | NC                                                   | Moquette (int.)                                      | Kazuko Sawamatsu                                     | Ann Kiyomura                                         | 6-2, 3-6, 6-1                                        |                                                      |
| 4  | 01-11-1976 | Japan Open, Tokyo                                    |                                                      | NC                                                   | Moquette (int.)                                      | Wendy Turnbull                                       | Michèle Gurdal                                       | 6-1, 6-1                                             |                                                      |
|    | 1977-1978  | Pas de tournoi                                       | Pas de tournoi                                       | Pas de tournoi                                       | Pas de tournoi                                       | Pas de tournoi                                       | Pas de tournoi                                       | Pas de tournoi                                       | Pas de tournoi                                       |
| 5  | 22-10-1979 | Hit-Union Japan Open, Tokyo                          | Colgate Series                                       | 35 000 $                                             | Moquette (int.)                                      | Betsy Nagelsen                                       | Naoko Sato                                           | 6-1, 3-6, 6-3                                        | Tableau                                              |
| 6  | 20-10-1980 | Hit-Union Japan Open, Tokyo                          |                                                      | 50 000 $                                             | Dur (ext.)                                           | Mariana Simionescu                                   | Nerida Gregory                                       | 6-4, 6-4                                             | Tableau                                              |
| 7  | 19-10-1981 | Japan Open, Tokyo                                    |                                                      | 50 000 $                                             | Moquette (int.)                                      | Marie Neumanova                                      | Pam Casale                                           | 2-6, 6-4, 6-1                                        | Tableau                                              |
| 8  | 18-10-1982 | Japan Open, Tokyo                                    | Series 2                                             | 50 000 $                                             | Dur (ext.)                                           | Laura Arraya                                         | Pilar Vásquez                                        | 3-6, 6-4, 6-0                                        | Tableau                                              |
| 9  | 17-10-1983 | Japan Asian Open, Tokyo                              |                                                      | 50 000 $                                             | Dur (ext.)                                           | Etsuko Inoue                                         | Shelley Solomon                                      | 7-5, 6-1                                             | Tableau                                              |
| 10 | 08-10-1984 | Japan Open, Tokyo                                    |                                                      | 50 000 $                                             | Dur (ext.)                                           | Lilian Drescher                                      | Shawn Foltz                                          | 6-4, 6-2                                             | Tableau                                              |
| 11 | 14-10-1985 | Japan Open, Tokyo                                    |                                                      | 50 000 $                                             | Dur (ext.)                                           | Gabriela Sabatini                                    | Linda Gates                                          | 6-3, 6-4                                             | Tableau                                              |
| 12 | 13-10-1986 | Japan Open, Tokyo                                    |                                                      | 50 000 $                                             | Dur (ext.)                                           | Helen Kelesi                                         | Bettina Fulco                                        | 6-2, 6-2                                             | Tableau                                              |
| 13 | 13-04-1987 | Suntory Japan Open, Tokyo                            |                                                      | 75 000 $                                             | Dur (ext.)                                           | Katerina Maleeva                                     | Barbara Gerken                                       | 6-2, 6-3                                             | Tableau                                              |
| 14 | 11-04-1988 | Suntory Japan Open, Tokyo                            | Tier V                                               | 100 000 $                                            | Dur (ext.)                                           | Patty Fendick                                        | Stephanie Rehe                                       | 6-3, 7-5                                             | Tableau                                              |
| 15 | 17-04-1989 | Suntory Japan Open, Tokyo                            | Tier V                                               | 100 000 $                                            | Dur (ext.)                                           | Kumiko Okamoto                                       | Elizabeth Smylie                                     | 6-4, 6-2                                             | Tableau                                              |
| 16 | 09-04-1990 | Suntory Japan Open, Tokyo                            | Tier IV                                              | 150 000 $                                            | Dur (ext.)                                           | Catarina Lindqvist                                   | Elizabeth Smylie                                     | 6-3, 6-2                                             | Tableau                                              |
| 17 | 08-04-1991 | Suntory Japan Open, Tokyo                            | Tier IV                                              | 150 000 $                                            | Dur (ext.)                                           | Lori McNeil                                          | Sabine Appelmans                                     | 2-6, 6-2, 6-1                                        | Tableau                                              |
| 18 | 06-04-1992 | Suntory Japan Open, Tokyo                            | Tier IV                                              | 150 000 $                                            | Dur (ext.)                                           | Kimiko Date                                          | Sabine Appelmans                                     | 7-5, 3-6, 6-3                                        | Tableau                                              |
| 19 | 05-04-1993 | Suntory Japan Open, Tokyo                            | Tier III                                             | 150 000 $                                            | Dur (ext.)                                           | Kimiko Date                                          | Stephanie Rottier                                    | 6-1, 6-3                                             | Tableau                                              |
| 20 | 04-04-1994 | Japan Open Tennis Championships, Tokyo               | Tier III                                             | 150 000 $                                            | Dur (ext.)                                           | Kimiko Date                                          | Amy Frazier                                          | 7-5, 6-0                                             | Tableau                                              |
| 21 | 10-04-1995 | Japan Open, Tokyo                                    | Tier III                                             | 161 250 $                                            | Dur (ext.)                                           | Amy Frazier                                          | Kimiko Date                                          | 7-6, 7-5                                             | Tableau                                              |
| 22 | 15-04-1996 | Japan Open, Tokyo                                    | Tier III                                             | 164 250 $                                            | Dur (ext.)                                           | Kimiko Date                                          | Amy Frazier                                          | 7-5, 6-4                                             | Tableau                                              |
| 23 | 14-04-1997 | Japan Open, Tokyo                                    | Tier III                                             | 164 250 $                                            | Dur (ext.)                                           | Ai Sugiyama                                          | Amy Frazier                                          | 4-6, 6-4, 6-4                                        | Tableau                                              |
| 24 | 13-04-1998 | Japan Open, Tokyo                                    | Tier III                                             | 164 000 $                                            | Dur (ext.)                                           | Ai Sugiyama                                          | Corina Morariu                                       | 6-3, 6-3                                             | Tableau                                              |
| 25 | 12-04-1999 | Japan Open, Tokyo                                    | Tier III                                             | 180 000 $                                            | Dur (ext.)                                           | Amy Frazier                                          | Ai Sugiyama                                          | 6-2, 6-2                                             | Tableau                                              |
| 26 | 09-10-2000 | Japan Open, Tokyo                                    | Tier III                                             | 170 000 $                                            | Dur (ext.)                                           | Julie Halard                                         | Amy Frazier                                          | 5-7, 7-5, 6-4                                        | Tableau                                              |
| 27 | 01-10-2001 | AIG Japan Open, Tokyo                                | Tier III                                             | 170 000 $                                            | Dur (ext.)                                           | Monica Seles                                         | Tamarine Tanasugarn                                  | 6-3, 6-2                                             | Tableau                                              |
| 28 | 30-09-2002 | AIG Japan Open, Tokyo                                | Tier III                                             | 170 000 $                                            | Dur (ext.)                                           | Jill Craybas                                         | Silvija Talaja                                       | 2-6, 6-4, 6-4                                        | Tableau                                              |
| 29 | 29-09-2003 | AIG Japan Open, Tokyo                                | Tier III                                             | 170 000 $                                            | Dur (ext.)                                           | Maria Sharapova                                      | Anikó Kapros                                         | 2-6, 6-2, 7-65                                       | Tableau                                              |
| 30 | 04-10-2004 | AIG Japan Open Tennis Championships, Tokyo           | Tier III                                             | 170 000 $                                            | Dur (ext.)                                           | Maria Sharapova                                      | Mashona Washington                                   | 6-0, 6-1                                             | Tableau                                              |
| 31 | 03-10-2005 | AIG Japan Open Tennis Championships, Tokyo           | Tier III                                             | 170 000 $                                            | Dur (ext.)                                           | Nicole Vaidišová                                     | Tatiana Golovin                                      | 7-64, 3-2, ab.                                       | Tableau                                              |
| 32 | 02-10-2006 | AIG Japan Open, Tokyo                                | Tier III                                             | 175 000 $                                            | Dur (ext.)                                           | Marion Bartoli                                       | Aiko Nakamura                                        | 2-6, 6-2, 6-2                                        | Tableau                                              |
| 33 | 01-10-2007 | AIG Japan Open Tennis Championships, Tokyo           | Tier III                                             | 175 000 $                                            | Dur (ext.)                                           | Virginie Razzano                                     | Venus Williams                                       | 4-6, 7-67, 6-4                                       | Tableau                                              |
| 34 | 29-09-2008 | AIG Japan Open, Tokyo                                | Tier III                                             | 175 000 $                                            | Dur (ext.)                                           | Caroline Wozniacki                                   | Kaia Kanepi                                          | 6-2, 3-6, 6-1                                        | Tableau                                              |
| 35 | 12-10-2009 | HP Japan Women's Open Tennis, Osaka                  | Intern'l                                             | 220 000 $                                            | Dur (ext.)                                           | Samantha Stosur                                      | Francesca Schiavone                                  | 7-5, 6-1                                             | Tableau                                              |
| 36 | 11-10-2010 | HP Japan Women's Open Tennis, Osaka                  | Intern'l                                             | 220 000 $                                            | Dur (ext.)                                           | Tamarine Tanasugarn                                  | Kimiko Date-Krumm                                    | 7-5, 6-74, 6-1                                       | Tableau                                              |
| 37 | 10-10-2011 | HP Japan Women's Open Tennis, Osaka                  | Intern'l                                             | 220 000 $                                            | Dur (ext.)                                           | Marion Bartoli                                       | Samantha Stosur                                      | 6-3, 6-1                                             | Tableau                                              |
| 38 | 08-10-2012 | HP Japan Women's Open Tennis, Osaka                  | Intern'l                                             | 220 000 $                                            | Dur (ext.)                                           | Heather Watson                                       | Chang Kai-chen                                       | 7-5, 5-7, 7-64                                       | Tableau                                              |
| 39 | 07-10-2013 | HP Japan Women's Open Tennis, Osaka                  | Intern'l                                             | 235 000 $                                            | Dur (ext.)                                           | Samantha Stosur                                      | Eugenie Bouchard                                     | 3-6, 7-5, 6-2                                        | Tableau                                              |
| 40 | 06-10-2014 | Japan Women's Open Tennis, Osaka                     | Intern'l                                             | 226 750 $                                            | Dur (ext.)                                           | Samantha Stosur                                      | Zarina Diyas                                         | 7-67, 6-3                                            | Tableau                                              |
| 41 | 14-09-2015 | Japan Women's Open Tennis, Tokyo                     | Intern'l                                             | 226 750 $                                            | Dur (ext.)                                           | Yanina Wickmayer                                     | Magda Linette                                        | 4-6, 6-3, 6-3                                        | Tableau                                              |
| 42 | 12-09-2016 | Hashimoto Sogyo Japan Women's Open Tennis, Tokyo     | Intern'l                                             | 226 750 $                                            | Dur (ext.)                                           | Christina McHale                                     | Kateřina Siniaková                                   | 3-6, 6-4, 6-4                                        | Tableau                                              |
| 43 | 11-09-2017 | Japan Women's Open Tennis, Tokyo                     | Intern'l                                             | 226 750 $                                            | Dur (ext.)                                           | Zarina Diyas                                         | Miyu Kato                                            | 6-2, 7-5                                             | Tableau                                              |
| 44 | 10-09-2018 | Hana-cupid Japan Women's Open Tennis, Hiroshima      | Intern'l                                             | 250 000 $                                            | Dur (ext.)                                           | Hsieh Su-wei                                         | Amanda Anisimova                                     | 6-2, 6-2                                             | Tableau                                              |
| 45 | 09-09-2019 | Hana-cupid Japan Women's Open Tennis, Hiroshima      | Intern'l                                             | 226 750 $                                            | Dur (ext.)                                           | Nao Hibino                                           | Misaki Doi                                           | 6-3, 6-2                                             | Tableau                                              |
| –  | 2020-2022  | Éditions annulées à cause de la pandémie de Covid-19 | Éditions annulées à cause de la pandémie de Covid-19 | Éditions annulées à cause de la pandémie de Covid-19 | Éditions annulées à cause de la pandémie de Covid-19 | Éditions annulées à cause de la pandémie de Covid-19 | Éditions annulées à cause de la pandémie de Covid-19 | Éditions annulées à cause de la pandémie de Covid-19 | Éditions annulées à cause de la pandémie de Covid-19 |
| 46 | 11-09-2023 | Kinoshita Group Japan Open, Osaka                    | WTA 250                                              | 259 303 $                                            | Dur (ext.)                                           | Ashlyn Krueger                                       | Zhu Lin                                              | 6-3, 7-66                                            | Tableau                                              |
| 47 | 14-10-2024 | Kinoshita Group Japan Open, Osaka                    | WTA 250                                              | 267 082 $                                            | Dur (ext.)                                           | Suzan Lamens                                         | Kimberly Birrell                                     | 6-0, 6-4                                             | Tableau                                              |

### Double
| No | Date       | Nom et lieu du tournoi                               | Catégorie                                            | Dotation                                             | Surface                                              | Vainqueures                                          | Finalistes                                           | Score                                                |                                                      |
| -- | ---------- | ---------------------------------------------------- | ---------------------------------------------------- | ---------------------------------------------------- | ---------------------------------------------------- | ---------------------------------------------------- | ---------------------------------------------------- | ---------------------------------------------------- | ---------------------------------------------------- |
| 1  | 07-10-1974 | Japan Open Tokyo                                     |                                                      | NC                                                   | Moquette (int.)                                      | Ann Kiyomura Kazuko Sawamatsu                        | Kimiyo Hatanaka Janet Young                          | 4-6, 6-4, 6-0                                        |                                                      |
| 2  | 03-11-1975 | Japan Open Tokyo                                     |                                                      | NC                                                   | Moquette (int.)                                      | Ann Kiyomura Kazuko Sawamatsu                        | Kayoko Fukuoka Kiyoko Nomura                         | 6-2, 6-3                                             |                                                      |
|    | 1976-1978  | Pas de tournoi                                       | Pas de tournoi                                       | Pas de tournoi                                       | Pas de tournoi                                       | Pas de tournoi                                       | Pas de tournoi                                       | Pas de tournoi                                       | Pas de tournoi                                       |
| 3  | 22-10-1979 | Hit-Union Japan Open Tokyo                           | Colgate Series                                       | 35 000 $                                             | Moquette (int.)                                      | Penny Johnson Betsy Nagelsen                         | Yu Li-Qiao Chen Chuan                                | 3-6, 6-4, 7-6                                        | Tableau                                              |
| 4  | 20-10-1980 | Hit-Union Japan Open Tokyo                           |                                                      | 50 000 $                                             | Dur (ext.)                                           | Dana Gilbert Peanut Louie                            | Nerida Gregory Marie Neumanova                       | 7-5, 7-6                                             | Tableau                                              |
| 5  | 19-10-1981 | Japan Open Tokyo                                     |                                                      | 50 000 $                                             | Moquette (int.)                                      | Cláudia Monteiro Pat Medrado                         | Barbara Jordan Roberta McCallum                      | 6-3, 3-6, 6-2                                        | Tableau                                              |
| 6  | 18-10-1982 | Japan Open Tokyo                                     | Series 2                                             | 50 000 $                                             | Dur (ext.)                                           | Laura duPont Barbara Jordan                          | Naoko Sato Brenda Remilton                           | 6-2, 6-7, 6-1                                        | Tableau                                              |
| 7  | 17-10-1983 | Japan Asian Open Tokyo                               |                                                      | 50 000 $                                             | Dur (ext.)                                           | Chris O'Neil Pam Whytcross                           | Helena Manset Micki Schillig                         | 6-3, 7-5                                             | Tableau                                              |
| 8  | 08-10-1984 | Japan Open Tokyo                                     |                                                      | 50 000 $                                             | Dur (ext.)                                           | Betsy Nagelsen Candy Reynolds                        | Emilse Raponi Adriana Villagrán                      | 6-3, 6-2                                             | Tableau                                              |
| 9  | 14-10-1985 | Japan Open Tokyo                                     |                                                      | 50 000 $                                             | Dur (ext.)                                           | Belinda Cordwell Julie Richardson                    | Laura Arraya Beth Herr                               | 6-4, 6-4                                             | Tableau                                              |
| 10 | 13-10-1986 | Japan Open Tokyo                                     |                                                      | 50 000 $                                             | Dur (ext.)                                           | Sandy Collins Sharon Walsh-Pete                      | Susan Mascarin Betsy Nagelsen                        | 6-1, 6-2                                             | Tableau                                              |
| 11 | 13-04-1987 | Suntory Japan Open Tokyo                             |                                                      | 75 000 $                                             | Dur (ext.)                                           | Kathy Jordan Betsy Nagelsen                          | Sandy Collins Sharon Walsh-Pete                      | 6-3, 7-5                                             | Tableau                                              |
| 12 | 11-04-1988 | Suntory Japan Open Tokyo                             | Tier V                                               | 100 000 $                                            | Dur (ext.)                                           | Gigi Fernández Robin White                           | Lea Antonoplis Barbara Gerken                        | 6-1, 6-4                                             | Tableau                                              |
| 13 | 17-04-1989 | Suntory Japan Open Tokyo                             | Tier V                                               | 100 000 $                                            | Dur (ext.)                                           | Jill Hetherington Elizabeth Smylie                   | Ann Henricksson Beth Herr                            | 6-1, 6-3                                             | Tableau                                              |
| 14 | 09-04-1990 | Suntory Japan Open Tokyo                             | Tier IV                                              | 150 000 $                                            | Dur (ext.)                                           | Kathy Jordan Elizabeth Smylie                        | Hu Na Michelle Jaggard                               | 6-0, 3-6, 6-1                                        | Tableau                                              |
| 15 | 08-04-1991 | Suntory Japan Open Tokyo                             | Tier IV                                              | 150 000 $                                            | Dur (ext.)                                           | Amy Frazier Maya Kidowaki                            | Yone Kamio Akiko Kijimuta                            | 6-2, 6-4                                             | Tableau                                              |
| 16 | 06-04-1992 | Suntory Japan Open Tokyo                             | Tier IV                                              | 150 000 $                                            | Dur (ext.)                                           | Amy Frazier Rika Hiraki                              | Kimiko Date Stephanie Rehe                           | 5-7, 7-6, 6-0                                        | Tableau                                              |
| 17 | 05-04-1993 | Suntory Japan Open Tokyo                             | Tier III                                             | 150 000 $                                            | Dur (ext.)                                           | Ei Iida Maya Kidowaki                                | Li Fang Kyoko Nagatsuka                              | 6-2, 4-6, 6-4                                        | Tableau                                              |
| 18 | 04-04-1994 | Japan Open Tennis Championships Tokyo                | Tier III                                             | 150 000 $                                            | Dur (ext.)                                           | Mami Donoshiro Ai Sugiyama                           | Yayuk Basuki Nana Miyagi                             | 6-4, 6-1                                             | Tableau                                              |
| 19 | 10-04-1995 | Japan Open Tokyo                                     | Tier III                                             | 161 250 $                                            | Dur (ext.)                                           | Miho Saeki Yuka Yoshida                              | Kyoko Nagatsuka Ai Sugiyama                          | 6-7, 6-4, 7-6                                        | Tableau                                              |
| 20 | 15-04-1996 | Japan Open Tokyo                                     | Tier III                                             | 164 250 $                                            | Dur (ext.)                                           | Kimiko Date Ai Sugiyama                              | Amy Frazier Kimberly Po                              | 7-6, 6-7, 6-3                                        | Tableau                                              |
| 21 | 14-04-1997 | Japan Open Tokyo                                     | Tier III                                             | 164 250 $                                            | Dur (ext.)                                           | Alexia Dechaume Rika Hiraki                          | Kerry-Anne Guse Corina Morariu                       | 6-4, 6-2                                             | Tableau                                              |
| 22 | 13-04-1998 | Japan Open Tokyo                                     | Tier III                                             | 164 000 $                                            | Dur (ext.)                                           | Naoko Kijimuta Nana Miyagi                           | Amy Frazier Rika Hiraki                              | 6-3, 4-6, 6-4                                        | Tableau                                              |
| 23 | 12-04-1999 | Japan Open Tokyo                                     | Tier III                                             | 180 000 $                                            | Dur (ext.)                                           | Corina Morariu Kimberly Po                           | Catherine Barclay Kerry-Anne Guse                    | 6-3, 6-2                                             | Tableau                                              |
| 24 | 09-10-2000 | Japan Open Tokyo                                     | Tier III                                             | 170 000 $                                            | Dur (ext.)                                           | Julie Halard Corina Morariu                          | Tina Križan Katarina Srebotnik                       | 6-1, 6-2                                             | Tableau                                              |
| 25 | 01-10-2001 | AIG Japan Open Tokyo                                 | Tier III                                             | 170 000 $                                            | Dur (ext.)                                           | Liezel Huber Rachel McQuillan                        | Janet Lee Wynne Prakusya                             | 6-2, 6-0                                             | Tableau                                              |
| 26 | 30-09-2002 | AIG Japan Open Tokyo                                 | Tier III                                             | 170 000 $                                            | Dur (ext.)                                           | Shinobu Asagoe Nana Miyagi                           | Svetlana Kuznetsova Arantxa Sánchez                  | 6-4, 4-6, 6-4                                        | Tableau                                              |
| 27 | 29-09-2003 | AIG Japan Open Tokyo                                 | Tier III                                             | 170 000 $                                            | Dur (ext.)                                           | Maria Sharapova Tamarine Tanasugarn                  | Ansley Cargill Ashley Harkleroad                     | 7-61, 6-0                                            | Tableau                                              |
| 28 | 04-10-2004 | AIG Japan Open Tennis Championships Tokyo            | Tier III                                             | 170 000 $                                            | Dur (ext.)                                           | Shinobu Asagoe Katarina Srebotnik                    | Jennifer Hopkins Mashona Washington                  | 6-1, 6-4                                             | Tableau                                              |
| 29 | 03-10-2005 | AIG Japan Open Tennis Championships Tokyo            | Tier III                                             | 170 000 $                                            | Dur (ext.)                                           | Gisela Dulko Maria Kirilenko                         | Shinobu Asagoe María Vento-Kabchi                    | 7-5, 4-6, 6-3                                        | Tableau                                              |
| 30 | 02-10-2006 | AIG Japan Open Tokyo                                 | Tier III                                             | 175 000 $                                            | Dur (ext.)                                           | Vania King Jelena Kostanić                           | Chan Yung-jan Chuang Chia-jung                       | 7-62, 5-7, 6-2                                       | Tableau                                              |
| 31 | 01-10-2007 | AIG Japan Open Tennis Championships Tokyo            | Tier III                                             | 175 000 $                                            | Dur (ext.)                                           | Sun Tiantian Yan Zi                                  | Chuang Chia-jung Vania King                          | 1-6, 6-2, [10-6]                                     | Tableau                                              |
| 32 | 29-09-2008 | AIG Japan Open Tokyo                                 | Tier III                                             | 175 000 $                                            | Dur (ext.)                                           | Jill Craybas Marina Erakovic                         | Ayumi Morita Aiko Nakamura                           | 4-6, 7-5, [10-6]                                     | Tableau                                              |
| 33 | 12-10-2009 | HP Japan Women's Open Tennis Osaka                   | Intern'l                                             | 220 000 $                                            | Dur (ext.)                                           | Chuang Chia-jung Lisa Raymond                        | Chanelle Scheepers Abigail Spears                    | 6-2, 6-4                                             | Tableau                                              |
| 34 | 11-10-2010 | HP Japan Women's Open Tennis Osaka                   | Intern'l                                             | 220 000 $                                            | Dur (ext.)                                           | Chang Kai-chen Lilia Osterloh                        | Shuko Aoyama Rika Fujiwara                           | 6-0, 6-3                                             | Tableau                                              |
| 35 | 10-10-2011 | HP Japan Women's Open Tennis Osaka                   | Intern'l                                             | 220 000 $                                            | Dur (ext.)                                           | Kimiko Date-Krumm Zhang Shuai                        | Vania King Yaroslava Shvedova                        | 7-5, 3-6, [11-9]                                     | Tableau                                              |
| 36 | 08-10-2012 | HP Japan Women's Open Tennis Osaka                   | Intern'l                                             | 220 000 $                                            | Dur (ext.)                                           | Raquel Kops-Jones Abigail Spears                     | Kimiko Date-Krumm Heather Watson                     | 6-1, 6-4                                             | Tableau                                              |
| 37 | 07-10-2013 | HP Japan Women's Open Tennis Osaka                   | Intern'l                                             | 235 000 $                                            | Dur (ext.)                                           | Kristina Mladenovic Flavia Pennetta                  | Samantha Stosur Zhang Shuai                          | 6-4, 6-3                                             | Tableau                                              |
| 38 | 06-10-2014 | Japan Women's Open Tennis Osaka                      | Intern'l                                             | 226 750 $                                            | Dur (ext.)                                           | Shuko Aoyama Renata Voráčová                         | Lara Arruabarrena Tatjana Maria                      | 6-1, 6-2                                             | Tableau                                              |
| 39 | 14-09-2015 | Japan Women's Open Tennis Tokyo                      | Intern'l                                             | 226 750 $                                            | Dur (ext.)                                           | Chan Hao-ching Chan Yung-jan                         | Misaki Doi Kurumi Nara                               | 6-1, 6-2                                             | Tableau                                              |
| 40 | 12-09-2016 | Hashimoto Sogyo Japan Women's Open Tennis Tokyo      | Intern'l                                             | 226 750 $                                            | Dur (ext.)                                           | Shuko Aoyama Makoto Ninomiya                         | Jocelyn Rae Anna Smith                               | 6-3, 6-3                                             | Tableau                                              |
| 41 | 11-09-2017 | Japan Women's Open Tennis Tokyo                      | Intern'l                                             | 226 750 $                                            | Dur (ext.)                                           | Shuko Aoyama Yang Zhaoxuan                           | Monique Adamczak Storm Sanders                       | 6-0, 2-6, [10-5]                                     | Tableau                                              |
| 42 | 10-09-2018 | Hana-cupid Japan Women's Open Hiroshima              | Intern'l                                             | 226 750 $                                            | Dur (ext.)                                           | Eri Hozumi Zhang Shuai                               | Miyu Kato Makoto Ninomiya                            | 6-2, 6-4                                             | Tableau                                              |
| 43 | 09-09-2019 | Hana-cupid Japan Women's Open Hiroshima              | Intern'l                                             | 226 750 $                                            | Dur (ext.)                                           | Misaki Doi Nao Hibino                                | Christina McHale Valeria Savinykh                    | 3-6, 6-4, [10-4]                                     | Tableau                                              |
| –  | 2020-2022  | Éditions annulées à cause de la pandémie de Covid-19 | Éditions annulées à cause de la pandémie de Covid-19 | Éditions annulées à cause de la pandémie de Covid-19 | Éditions annulées à cause de la pandémie de Covid-19 | Éditions annulées à cause de la pandémie de Covid-19 | Éditions annulées à cause de la pandémie de Covid-19 | Éditions annulées à cause de la pandémie de Covid-19 | Éditions annulées à cause de la pandémie de Covid-19 |
| 44 | 11-09-2023 | Kinoshita Group Japan Open Osaka                     | WTA 250                                              | 259 303 $                                            | Dur (ext.)                                           | Anna-Lena Friedsam Nadiia Kichenok                   | Anna Kalinskaya Yulia Putintseva                     | 7-63, 6-3                                            | Tableau                                              |
| 45 | 14-10-2024 | Kinoshita Group Japan Open Osaka                     | WTA 250                                              | 267 082 $                                            | Dur (ext.)                                           | Ena Shibahara Laura Siegemund                        | Cristina Bucșa Monica Niculescu                      | 3-6, 6-2, [10-2]                                     | Tableau                                              |

## Palmarès messieurs

### Simple
| No | Date       | Nom et lieu du tournoi                                 | Catégorie                                            | Dotation                                             | Surface                                              | Vainqueur                                            | Finaliste                                            | Score                                                |                                                      |
| -- | ---------- | ------------------------------------------------------ | ---------------------------------------------------- | ---------------------------------------------------- | ---------------------------------------------------- | ---------------------------------------------------- | ---------------------------------------------------- | ---------------------------------------------------- | ---------------------------------------------------- |
| 1  | 16-10-1972 | , Tokyo                                                |                                                      | NC $                                                 | Dur (ext.)                                           | Toshiro Sakai                                        | Jun Kuki                                             | 6-3, 6-3                                             |                                                      |
| 2  | 15-10-1973 | , Tokyo                                                |                                                      | NC $                                                 | NC                                                   | Ken Rosewall                                         | John Newcombe                                        | 6-1, 6-4                                             |                                                      |
| 3  | 14-10-1974 | , Tokyo                                                |                                                      | NC $                                                 | NC                                                   | John Newcombe                                        | Ken Rosewall                                         | 3-6, 6-2, 6-3                                        |                                                      |
| 4  | 03-11-1975 | , Tokyo                                                |                                                      | NC $                                                 | Terre (ext.)                                         | Raúl Ramírez                                         | Manuel Orantes                                       | 6-2, 5-7, 6-3                                        |                                                      |
| 5  | 01-11-1976 | , Tokyo                                                |                                                      | NC $                                                 | Terre (ext.)                                         | Roscoe Tanner                                        | Corrado Barazzutti                                   | 6-3, 6-2                                             |                                                      |
| 6  | 31-10-1977 | , Tokyo                                                |                                                      | NC $                                                 | Terre (ext.)                                         | Manuel Orantes                                       | Kim Warwick                                          | 6-2, 6-1                                             |                                                      |
| 7  | 30-10-1978 | , Tokyo                                                |                                                      | 125 000 $                                            | Terre (ext.)                                         | Adriano Panatta                                      | Pat Dupré                                            | 6-3, 6-3                                             |                                                      |
| 8  | 22-10-1979 | , Tokyo                                                |                                                      | 125 000 $                                            | Terre (ext.)                                         | Terry Moor                                           | Pat Dupré                                            | 3-6, 7-6, 6-2                                        |                                                      |
| 9  | 20-10-1980 | , Tokyo                                                |                                                      | 125 000 $                                            | Terre (ext.)                                         | Ivan Lendl                                           | Eliot Teltscher                                      | 3-6, 6-4, 6-0                                        |                                                      |
| 10 | 19-10-1981 | , Tokyo                                                |                                                      | 125 000 $                                            | Terre (ext.)                                         | Balázs Taróczy                                       | Eliot Teltscher                                      | 6-3, 1-6, 7-6                                        |                                                      |
| 11 | 18-10-1982 | , Tokyo                                                |                                                      | 125 000 $                                            | Terre (ext.)                                         | Jimmy Arias                                          | Dominique Bedel                                      | 6-2, 2-6, 6-4                                        |                                                      |
| 12 | 17-10-1983 | , Tokyo                                                |                                                      | 125 000 $                                            | Dur (ext.)                                           | Eliot Teltscher                                      | Andrés Gómez                                         | 7-5, 3-6, 6-1                                        |                                                      |
| 13 | 08-10-1984 | , Tokyo                                                |                                                      | 100 000 $                                            | Dur (ext.)                                           | David Pate                                           | Terry Moor                                           | 6-3, 7-5                                             |                                                      |
| 14 | 14-10-1985 | , Tokyo                                                |                                                      | 125 000 $                                            | Dur (ext.)                                           | Scott Davis                                          | Jimmy Arias                                          | 6-1, 7-6                                             |                                                      |
| 15 | 13-10-1986 | , Tokyo                                                |                                                      | 125 000 $                                            | Dur (ext.)                                           | Ramesh Krishnan                                      | Johan Carlsson                                       | 6-3, 6-1                                             |                                                      |
| 16 | 13-04-1987 | , Tokyo                                                |                                                      | 400 000 $                                            | Dur (ext.)                                           | Stefan Edberg                                        | David Pate                                           | 7-6, 6-4                                             |                                                      |
| 17 | 11-04-1988 | Suntory Japan Open, Tokyo                              |                                                      | 425 000 $                                            | Dur (ext.)                                           | John McEnroe                                         | Stefan Edberg                                        | 6-2, 6-2                                             |                                                      |
| 18 | 17-04-1989 | , Tokyo                                                |                                                      | 425 000 $                                            | Dur (ext.)                                           | Stefan Edberg                                        | Ivan Lendl                                           | 6-3, 2-6, 6-4                                        |                                                      |
| 19 | 09-04-1990 | Suntory Japan Open Tennis Championships, Tokyo         | Championship Series                                  | 825 000 $                                            | Dur (ext.)                                           | Stefan Edberg                                        | Aaron Krickstein                                     | 6-4, 7-5                                             |                                                      |
| 20 | 08-04-1991 | Japan Open, Tokyo                                      | Championship Series                                  | 825 000 $                                            | Dur (ext.)                                           | Stefan Edberg                                        | Ivan Lendl                                           | 6-1, 7-5, 6-0                                        |                                                      |
| 21 | 06-04-1992 | , Tokyo                                                | Championship Series                                  | 865 000 $                                            | Dur (ext.)                                           | Jim Courier                                          | Richard Krajicek                                     | 6-4, 6-4, 7-63                                       |                                                      |
| 22 | 05-04-1993 | , Tokyo                                                | Championship Series                                  | 915 000 $                                            | Dur (ext.)                                           | Pete Sampras                                         | Brad Gilbert                                         | 6-2, 6-2, 6-2                                        |                                                      |
| 23 | 04-04-1994 | Japan Open Tennis Championships, Tokyo                 | Championship Series                                  | 928 750 $                                            | Dur (ext.)                                           | Pete Sampras                                         | Michael Chang                                        | 6-4, 6-2                                             |                                                      |
| 24 | 10-04-1995 | Japan Open Tennis Championships, Tokyo                 | Championship Series                                  | 935 000 $                                            | Dur (ext.)                                           | Jim Courier                                          | Andre Agassi                                         | 6-4, 6-3                                             |                                                      |
| 25 | 15-04-1996 | Japan Open Tennis Championships, Tokyo                 | Championship Series                                  | 935 000 $                                            | Dur (ext.)                                           | Pete Sampras                                         | Richey Reneberg                                      | 6-4, 7-5                                             |                                                      |
| 26 | 14-04-1997 | Japan Open Tennis Championships, Tokyo                 | Championship Series                                  | 935 000 $                                            | Dur (ext.)                                           | Richard Krajicek                                     | Lionel Roux                                          | 6-2, 3-6, 6-1                                        |                                                      |
| 27 | 13-04-1998 | Japan Open Tennis Championships, Tokyo                 | Series Gold                                          | 755 000 $                                            | Dur (ext.)                                           | Andrei Pavel                                         | Byron Black                                          | 6-3, 6-4                                             |                                                      |
| 28 | 12-04-1999 | Japan Open Tennis Championships, Tokyo                 | Series Gold                                          | 600 000 $                                            | Dur (ext.)                                           | Nicolas Kiefer                                       | Wayne Ferreira                                       | 7-65, 7-5                                            | Tableau                                              |
| 29 | 09-10-2000 | Japan Open Tennis Championships, Tokyo                 | Series Gold                                          | 700 000 $                                            | Dur (ext.)                                           | Sjeng Schalken                                       | Nicolás Lapentti                                     | 6-4, 3-6, 6-1                                        | Tableau                                              |
| 30 | 01-10-2001 | AIG Japan Open Tennis Championships, Tokyo             | Series Gold                                          | 700 000 $                                            | Dur (ext.)                                           | Lleyton Hewitt                                       | Michel Kratochvil                                    | 6-4, 6-2                                             | Tableau                                              |
| 31 | 30-09-2002 | AIG Japan Open Tennis Championships, Tokyo             | Series Gold                                          | 700 000 $                                            | Dur (ext.)                                           | Kenneth Carlsen                                      | Magnus Norman                                        | 7-66, 6-3                                            | Tableau                                              |
| 32 | 29-09-2003 | AIG Japan Open Championships, Tokyo                    | Series Gold                                          | 665 000 $                                            | Dur (ext.)                                           | Rainer Schüttler                                     | Sébastien Grosjean                                   | 7-65, 6-2                                            | Tableau                                              |
| 33 | 04-10-2004 | AIG Japan Open Tennis Championships, Tokyo             | Series Gold                                          | 665 000 $                                            | Dur (ext.)                                           | Jiří Novák                                           | Taylor Dent                                          | 5-7, 6-1, 6-3                                        | Tableau                                              |
| 34 | 03-10-2005 | AIG Japan Open Championships, Tokyo                    | Series Gold                                          | 665 000 $                                            | Dur (ext.)                                           | Wesley Moodie                                        | Mario Ančić                                          | 1-6, 7-67, 6-4                                       | Tableau                                              |
| 35 | 02-10-2006 | AIG Japan Open Tennis Championships, Tokyo             | Series Gold                                          | 665 000 $                                            | Dur (ext.)                                           | Roger Federer                                        | Tim Henman                                           | 6-3, 6-3                                             | Tableau                                              |
| 36 | 01-10-2007 | AIG Japan Open Tennis Championships, Tokyo             | Series Gold                                          | 732 000 $                                            | Dur (ext.)                                           | David Ferrer                                         | Richard Gasquet                                      | 6-1, 6-2                                             | Tableau                                              |
| 37 | 29-09-2008 | AIG Japan Open Tennis Championships, Tokyo             | Series Gold                                          | 769 000 $                                            | Dur (ext.)                                           | Tomáš Berdych                                        | Juan Martín del Potro                                | 6-1, 6-4                                             | Tableau                                              |
| 38 | 05-10-2009 | Rakuten Japan Open Tennis Championships, Tokyo         | ATP 500                                              | 1 100 000 $                                          | Dur (ext.)                                           | Jo-Wilfried Tsonga                                   | Mikhail Youzhny                                      | 6-3, 6-3                                             | Tableau                                              |
| 39 | 04-10-2010 | Rakuten Japan Open Tennis Championships, Tokyo         | ATP 500                                              | 1 100 000 $                                          | Dur (ext.)                                           | Rafael Nadal                                         | Gaël Monfils                                         | 6-1, 7-5                                             | Tableau                                              |
| 40 | 03-10-2011 | Rakuten Japan Open Tennis Championships, Tokyo         | ATP 500                                              | 1 214 500 $                                          | Dur (ext.)                                           | Andy Murray                                          | Rafael Nadal                                         | 3-6, 6-2, 6-0                                        | Tableau                                              |
| 41 | 01-10-2012 | Rakuten Japan Open Tennis Championships, Tokyo         | ATP 500                                              | 1 280 565 $                                          | Dur (ext.)                                           | Kei Nishikori                                        | Milos Raonic                                         | 7-65, 3-6, 6-0                                       | Tableau                                              |
| 42 | 30-09-2013 | Rakuten Japan Open Tennis Championships, Tokyo         | ATP 500                                              | 1 297 000 $                                          | Dur (ext.)                                           | Juan Martín del Potro                                | Milos Raonic                                         | 7-65, 7-5                                            | Tableau                                              |
| 43 | 29-09-2014 | Rakuten Japan Open Tennis Championships, Tokyo         | ATP 500                                              | 1 228 825 $                                          | Dur (ext.)                                           | Kei Nishikori                                        | Milos Raonic                                         | 7-65, 4-6, 6-4                                       | Tableau                                              |
| 44 | 05-10-2015 | Rakuten Japan Open Tennis Championships, Tokyo         | ATP 500                                              | 1 263 045 $                                          | Dur (ext.)                                           | Stanislas Wawrinka                                   | Benoît Paire                                         | 6-2, 6-4                                             | Tableau                                              |
| 45 | 03-10-2016 | Rakuten Japan Open Tennis Championships, Tokyo         | ATP 500                                              | 1 368 605 $                                          | Dur (ext.)                                           | Nick Kyrgios                                         | David Goffin                                         | 4-6, 6-3, 7-5                                        | Tableau                                              |
| 46 | 02-10-2017 | Rakuten Japan Open Tennis Championships, Tokyo         | ATP 500                                              | 1 563 795 $                                          | Dur (ext.)                                           | David Goffin                                         | Adrian Mannarino                                     | 6-3, 7-5                                             | Tableau                                              |
| 47 | 01-10-2018 | Rakuten Japan Open Tennis Championships, Tokyo         | ATP 500                                              | 1 781 930 $                                          | Dur (int.)                                           | Daniil Medvedev                                      | Kei Nishikori                                        | 6-2, 6-4                                             | Tableau                                              |
| 48 | 30-09-2019 | Rakuten Japan Open Tennis Championships, Tokyo         | ATP 500                                              | 1 895 290 $                                          | Dur (int.)                                           | Novak Djokovic                                       | John Millman                                         | 6-3, 6-2                                             | Tableau                                              |
| –  | 2020-2021  | Éditions annulées à cause de la pandémie de Covid-19   | Éditions annulées à cause de la pandémie de Covid-19 | Éditions annulées à cause de la pandémie de Covid-19 | Éditions annulées à cause de la pandémie de Covid-19 | Éditions annulées à cause de la pandémie de Covid-19 | Éditions annulées à cause de la pandémie de Covid-19 | Éditions annulées à cause de la pandémie de Covid-19 | Éditions annulées à cause de la pandémie de Covid-19 |
| 49 | 03-10-2022 | Rakuten Japan Open Tennis Championships, Tokyo         | ATP 500                                              | 1 953 285 $                                          | Dur (ext.)                                           | Taylor Fritz                                         | Frances Tiafoe                                       | 7-63, 7-62                                           | Tableau                                              |
| 50 | 16-10-2023 | Kinoshita Group Japan Open Tennis Championships, Tokyo | ATP 500                                              | 1 857 660 $                                          | Dur (ext.)                                           | Ben Shelton                                          | Aslan Karatsev                                       | 7-5, 6-1                                             | Tableau                                              |
| 51 | 25-09-2024 | Kinoshita Group Japan Open Tennis Championships, Tokyo | ATP 500                                              | 1 818 380 $                                          | Dur (ext.)                                           | Arthur Fils                                          | Ugo Humbert                                          | 5-7, 7-66, 6-3                                       | Tableau                                              |

### Double
| No | Date       | Nom et lieu du tournoi                                 | Catégorie                                          | Dotation                                           | Surface                                            | Vainqueurs                                         | Finalistes                                         | Score                                              |                                                    |
| -- | ---------- | ------------------------------------------------------ | -------------------------------------------------- | -------------------------------------------------- | -------------------------------------------------- | -------------------------------------------------- | -------------------------------------------------- | -------------------------------------------------- | -------------------------------------------------- |
| 1  | 16-10-1972 | , Tokyo                                                |                                                    | NC $                                               | Dur (ext.)                                         | Dick Dell Sherwood Stewart                         | Marcello Lara Jeff Simpson                         | 6-3, 6-2                                           |                                                    |
| 2  | 15-10-1973 | , Tokyo                                                |                                                    | NC $                                               | NC                                                 | Malcolm Anderson Ken Rosewall                      | Colin Dibley Allan Stone                           | 7-5, 7-5                                           |                                                    |
| 3  | 14-10-1974 | , Tokyo                                                |                                                    | NC $                                               | NC                                                 |                                                    |                                                    | Non disputé                                        |                                                    |
| 4  | 03-11-1975 | , Tokyo                                                |                                                    | NC $                                               | Terre (ext.)                                       | Brian Gottfried Raúl Ramírez                       | Juan Gisbert Manuel Orantes                        | 7-6, 6-4                                           |                                                    |
| 5  | 01-11-1976 | , Tokyo                                                |                                                    | NC $                                               | Terre (ext.)                                       | Robert Carmichael Ken Rosewall                     | Ismail El Shafei Brian Fairlie                     | 6-4, 6-4                                           |                                                    |
| 6  | 31-10-1977 | , Tokyo                                                |                                                    | NC $                                               | Terre (ext.)                                       | Geoff Masters Kim Warwick                          | Colin Dibley Chris Kachel                          | 6-2, 7-6                                           |                                                    |
| 7  | 30-10-1978 | , Tokyo                                                |                                                    | 125 000 $                                          | Terre (ext.)                                       | Ross Case Geoff Masters                            | Željko Franulović Buster Mottram                   | 6-2, 4-6, 6-1                                      |                                                    |
| 8  | 22-10-1979 | , Tokyo                                                |                                                    | 125 000 $                                          | Terre (ext.)                                       | Colin Dibley Pat Dupré                             | Rod Frawley Francisco González                     | 3-6, 6-1, 6-1                                      |                                                    |
| 9  | 20-10-1980 | , Tokyo                                                |                                                    | 125 000 $                                          | Terre (ext.)                                       | Ross Case Jaime Fillol                             | Terry Moor Eliot Teltscher                         | 6-3, 3-6, 6-4                                      |                                                    |
| 10 | 19-10-1981 | , Tokyo                                                |                                                    | 125 000 $                                          | Terre (ext.)                                       | Heinz Günthardt Balázs Taróczy                     | Larry Stefanki Robert Van't Hof                    | 3-6, 6-2, 6-1                                      |                                                    |
| 11 | 18-10-1982 | , Tokyo                                                |                                                    | 125 000 $                                          | Terre (ext.)                                       | Sherwood Stewart Ferdi Taygan                      | Tim Gullikson Tom Gullikson                        | 6-1, 3-6, 7-6                                      |                                                    |
| 12 | 17-10-1983 | , Tokyo                                                |                                                    | 125 000 $                                          | Dur (ext.)                                         | Sammy Giammalva Jr Steve Meister                   | Tim Gullikson Tom Gullikson                        | 6-4, 6-7, 7-6                                      |                                                    |
| 13 | 08-10-1984 | , Tokyo                                                |                                                    | 100 000 $                                          | Dur (ext.)                                         | David Dowlen Nduka Odizor                          | Mark Dickson Steve Meister                         | 6-7, 6-4, 6-3                                      |                                                    |
| 14 | 14-10-1985 | , Tokyo                                                |                                                    | 125 000 $                                          | Dur (ext.)                                         | Scott Davis David Pate                             | Sammy Giammalva Jr Greg Holmes                     | 7-6, 6-7, 6-3                                      |                                                    |
| 15 | 13-10-1986 | , Tokyo                                                |                                                    | 125 000 $                                          | Dur (ext.)                                         | Matt Anger Ken Flach                               | Jimmy Arias Greg Holmes                            | 6-2, 6-3                                           |                                                    |
| 16 | 13-04-1987 | , Tokyo                                                |                                                    | 400 000 $                                          | Dur (ext.)                                         | Paul Annacone Kevin Curren                         | Andrés Gómez Anders Järryd                         | 6-4, 7-6                                           |                                                    |
| 17 | 11-04-1988 | Suntory Japan Open, Tokyo                              |                                                    | 425 000 $                                          | Dur (ext.)                                         | John Fitzgerald Johan Kriek                        | Steve Denton David Pate                            | 6-4, 6-7, 6-4                                      |                                                    |
| 18 | 17-04-1989 | , Tokyo                                                |                                                    | 425 000 $                                          | Dur (ext.)                                         | Ken Flach Robert Seguso                            | Kevin Curren David Pate                            | 7-6, 7-6                                           |                                                    |
| 19 | 09-04-1990 | Suntory Japan Open Tennis Championships, Tokyo         | Championship Series                                | 825 000 $                                          | Dur (ext.)                                         | Mark Kratzmann Wally Masur                         | Kent Kinnear Brad Pearce                           | 3-6, 6-3, 6-4                                      |                                                    |
| 20 | 08-04-1991 | Japan Open, Tokyo                                      | Championship Series                                | 825 000 $                                          | Dur (ext.)                                         | Stefan Edberg Todd Woodbridge                      | John Fitzgerald Anders Järryd                      | 6-4, 5-7, 6-4                                      |                                                    |
| 21 | 06-04-1992 | , Tokyo                                                | Championship Series                                | 865 000 $                                          | Dur (ext.)                                         | Kelly Jones Rick Leach                             | John Fitzgerald Anders Järryd                      | 0-6, 7-5, 6-3                                      |                                                    |
| 22 | 05-04-1993 | , Tokyo                                                | Championship Series                                | 915 000 $                                          | Dur (ext.)                                         | Ken Flach Rick Leach                               | Glenn Michibata David Pate                         | 2-6, 6-3, 6-4                                      |                                                    |
| 23 | 04-04-1994 | Japan Open Tennis Championships, Tokyo                 | Championship Series                                | 928 750 $                                          | Dur (ext.)                                         | Henrik Holm Anders Järryd                          | Sébastien Lareau Patrick McEnroe                   | 7-5, 6-1                                           |                                                    |
| 24 | 10-04-1995 | Japan Open Tennis Championships, Tokyo                 | Championship Series                                | 935 000 $                                          | Dur (ext.)                                         | Mark Knowles Jonathan Stark                        | John Fitzgerald Anders Järryd                      | 6-3, 3-6, 7-6                                      |                                                    |
| 25 | 15-04-1996 | Japan Open Tennis Championships, Tokyo                 | Championship Series                                | 935 000 $                                          | Dur (ext.)                                         | Todd Woodbridge Mark Woodforde                     | Mark Knowles Rick Leach                            | 6-2, 6-3                                           |                                                    |
| 26 | 14-04-1997 | Japan Open Tennis Championships, Tokyo                 | Championship Series                                | 935 000 $                                          | Dur (ext.)                                         | Martin Damm Daniel Vacek                           | Justin Gimelstob Patrick Rafter                    | 2-6, 6-2, 7-6                                      |                                                    |
| 27 | 13-04-1998 | Japan Open Tennis Championships, Tokyo                 | Series Gold                                        | 755 000 $                                          | Dur (ext.)                                         | Sébastien Lareau Daniel Nestor                     | Olivier Delaitre Stefano Pescosolido               | 6-3, 6-4                                           |                                                    |
| 28 | 12-04-1999 | Japan Open Tennis Championships, Tokyo                 | Series Gold                                        | 600 000 $                                          | Dur (ext.)                                         | Jeff Tarango Daniel Vacek                          | Wayne Black Brian MacPhie                          | 4-3, ab.                                           | Tableau                                            |
| 29 | 09-10-2000 | Japan Open Tennis Championships, Tokyo                 | Series Gold                                        | 700 000 $                                          | Dur (ext.)                                         | Mahesh Bhupathi Leander Paes                       | Michael Hill Jeff Tarango                          | 6-4, 61-7, 6-3                                     | Tableau                                            |
| 30 | 01-10-2001 | AIG Japan Open Tennis Championships, Tokyo             | Series Gold                                        | 700 000 $                                          | Dur (ext.)                                         | Rick Leach David Macpherson                        | Paul Hanley Nathan Healey                          | 1-6, 7-66, 7-64                                    | Tableau                                            |
| 31 | 30-09-2002 | AIG Japan Open Tennis Championships, Tokyo             | Series Gold                                        | 700 000 $                                          | Dur (ext.)                                         | Jeff Coetzee Chris Haggard                         | Jan-Michael Gambill Graydon Oliver                 | 7-64, 6-4                                          | Tableau                                            |
| 32 | 29-09-2003 | AIG Japan Open Championships, Tokyo                    | Series Gold                                        | 665 000 $                                          | Dur (ext.)                                         | Justin Gimelstob Nicolas Kiefer                    | Scott Humphries Mark Merklein                      | 6-7, 6-3, 7-64                                     | Tableau                                            |
| 33 | 04-10-2004 | AIG Japan Open Tennis Championships, Tokyo             | Series Gold                                        | 665 000 $                                          | Dur (ext.)                                         | Jared Palmer Pavel Vízner                          | Jiří Novák Petr Pála                               | 5-1, ab.                                           | Tableau                                            |
| 34 | 03-10-2005 | AIG Japan Open Championships, Tokyo                    | Series Gold                                        | 665 000 $                                          | Dur (ext.)                                         | Satoshi Iwabuchi Takao Suzuki                      | Simon Aspelin Todd Perry                           | 5-43, 5-413                                        | Tableau                                            |
| 35 | 02-10-2006 | AIG Japan Open Tennis Championships, Tokyo             | Series Gold                                        | 665 000 $                                          | Dur (ext.)                                         | Ashley Fisher Tripp Phillips                       | Paul Goldstein Jim Thomas                          | 6-2, 7-5                                           | Tableau                                            |
| 36 | 01-10-2007 | AIG Japan Open Tennis Championships, Tokyo             | Series Gold                                        | 732 000 $                                          | Dur (ext.)                                         | Jordan Kerr Robert Lindstedt                       | Frank Dancevic Stephen Huss                        | 6-4, 6-4                                           | Tableau                                            |
| 37 | 29-09-2008 | AIG Japan Open Tennis Championships, Tokyo             | Series Gold                                        | 769 000 $                                          | Dur (ext.)                                         | Mikhail Youzhny Mischa Zverev                      | Lukáš Dlouhý Leander Paes                          | 6-3, 6-4                                           | Tableau                                            |
| 38 | 05-10-2009 | Rakuten Japan Open Tennis Championships, Tokyo         | ATP 500                                            | 1 100 000 $                                        | Dur (ext.)                                         | Julian Knowle Jürgen Melzer                        | Ross Hutchins Jordan Kerr                          | 6-2, 5-7, [10-8]                                   | Tableau                                            |
| 39 | 04-10-2010 | Rakuten Japan Open Tennis Championships, Tokyo         | ATP 500                                            | 1 100 000 $                                        | Dur (ext.)                                         | Eric Butorac Jean-Julien Rojer                     | Andreas Seppi Dmitri Toursounov                    | 6-3, 6-2                                           | Tableau                                            |
| 40 | 03-10-2011 | Rakuten Japan Open Tennis Championships, Tokyo         | ATP 500                                            | 1 214 500 $                                        | Dur (ext.)                                         | Andy Murray Jamie Murray                           | František Čermák Filip Polášek                     | 6-1, 6-4                                           | Tableau                                            |
| 41 | 01-10-2012 | Rakuten Japan Open Tennis Championships, Tokyo         | ATP 500                                            | 1 280 565 $                                        | Dur (ext.)                                         | Alexander Peya Bruno Soares                        | Leander Paes Radek Štěpánek                        | 6-3, 7-65                                          | Tableau                                            |
| 42 | 30-09-2013 | Rakuten Japan Open Tennis Championships, Tokyo         | ATP 500                                            | 1 297 000 $                                        | Dur (ext.)                                         | Rohan Bopanna Édouard Roger-Vasselin               | Jamie Murray John Peers                            | 7-65, 6-4                                          | Tableau                                            |
| 43 | 29-09-2014 | Rakuten Japan Open Tennis Championships, Tokyo         | ATP 500                                            | 1 228 825 $                                        | Dur (ext.)                                         | Pierre-Hugues Herbert Michał Przysiężny            | Ivan Dodig Marcelo Melo                            | 6-3, 63-7, [10-5]                                  | Tableau                                            |
| 44 | 05-10-2015 | Rakuten Japan Open Tennis Championships, Tokyo         | ATP 500                                            | 1 263 045 $                                        | Dur (ext.)                                         | Raven Klaasen Marcelo Melo                         | Juan Sebastián Cabal Robert Farah                  | 7-65, 3-6, [10-7]                                  | Tableau                                            |
| 45 | 03-10-2016 | Rakuten Japan Open Tennis Championships, Tokyo         | ATP 500                                            | 1 368 605 $                                        | Dur (ext.)                                         | Marcel Granollers Marcin Matkowski                 | Raven Klaasen Rajeev Ram                           | 6-2, 7-64                                          | Tableau                                            |
| 46 | 02-10-2017 | Rakuten Japan Open Tennis Championships, Tokyo         | ATP 500                                            | 1 563 795 $                                        | Dur (ext.)                                         | Ben McLachlan Yasutaka Uchiyama                    | Jamie Murray Bruno Soares                          | 6-4, 7-61                                          | Tableau                                            |
| 47 | 01-10-2018 | Rakuten Japan Open Tennis Championships, Tokyo         | ATP 500                                            | 1 781 930 $                                        | Dur (int.)                                         | Ben McLachlan Jan-Lennard Struff                   | Raven Klaasen Michael Venus                        | 6-4, 7-5                                           | Tableau                                            |
| 48 | 30-09-2019 | Rakuten Japan Open Tennis Championships, Tokyo         | ATP 500                                            | 1 895 290 $                                        | Dur (int.)                                         | Nicolas Mahut Édouard Roger-Vasselin               | Franko Škugor Nikola Mektić                        | 7-67, 6-4                                          | Tableau                                            |
| –  | 2020-2021  | Édition annulée à cause de la pandémie de Covid-19     | Édition annulée à cause de la pandémie de Covid-19 | Édition annulée à cause de la pandémie de Covid-19 | Édition annulée à cause de la pandémie de Covid-19 | Édition annulée à cause de la pandémie de Covid-19 | Édition annulée à cause de la pandémie de Covid-19 | Édition annulée à cause de la pandémie de Covid-19 | Édition annulée à cause de la pandémie de Covid-19 |
| 49 | 03-10-2022 | Rakuten Japan Open Tennis Championships, Tokyo         | ATP 500                                            | 1 953 285 $                                        | Dur (ext.)                                         | Mackenzie McDonald Marcelo Melo                    | Rafael Matos David Vega Hernández                  | 6-4, 3-6, [10-4]                                   | Tableau                                            |
| 50 | 16-10-2023 | Kinoshita Group Japan Open Tennis Championships, Tokyo | ATP 500                                            | 1 857 660 $                                        | Dur (ext.)                                         | Rinky Hijikata Max Purcell                         | Jamie Murray Michael Venus                         | 6-4, 6-1                                           | Tableau                                            |
| 51 | 25-09-2024 | Kinoshita Group Japan Open Tennis Championships, Tokyo | ATP 500                                            | 1 818 380 $                                        | Dur (ext.)                                         | Julian Cash Lloyd Glasspool                        | Ariel Behar Robert Galloway                        | 6-4, 4-6, [12-10]                                  | Tableau                                            |